# نيلس أندرياس سورينسن
نيلس أندرياس سورينسن (بالنرويجية البوكمول: Nils Andreas Sørensen)‏ هو كيميائي وبروفيسور ومهندس نرويجي، ولد في 8 ديسمبر 1909، وتوفي في 8 يونيو 1987.